# Musée Frédéric-Japy
Le musée Japy est un musée consacré à l'ancienne dynastie industrielle Japy, situé à Beaucourt dans le Territoire de Belfort.

## Présentation
Le musée Frédéric-Japy, installé dans les anciens ateliers d’horlogerie et ouvert en 1986, fait revivre toute une époque industrielle. Il retrace l’épopée de la « dynastie Japy ». Les collections tentent de rendre compte de l’industrialisation du secteur horloger et des stratégies de développement et de diversification d’une entreprise qui, de simple manufacture en 1777, deviendra la deuxième plus importante concentration industrielle française sous le Second Empire.
Le musée a été rénové en 2012 et propose une exposition permanente et des expositions temporaires. Il a été renommé en 2007 "Musée Japy".

## Histoire de « la Pendulerie »

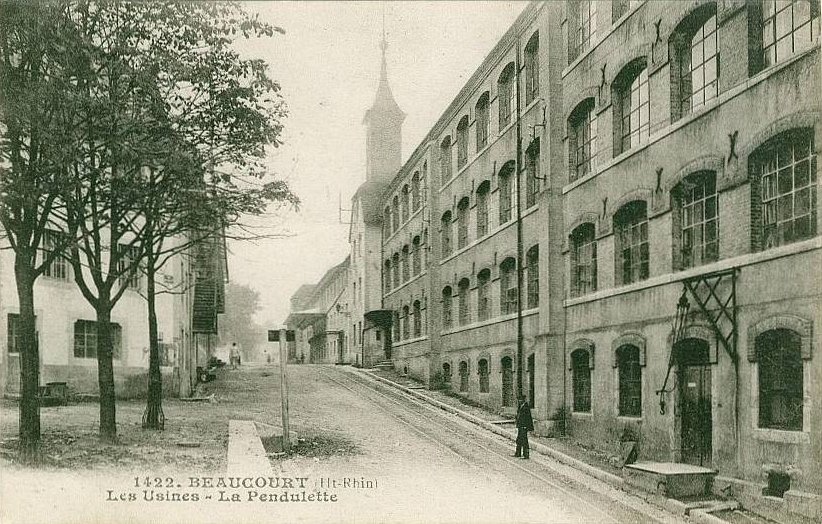
La Pendulerie et le clocheton en arrière-plan sur une ancienne carte postale.

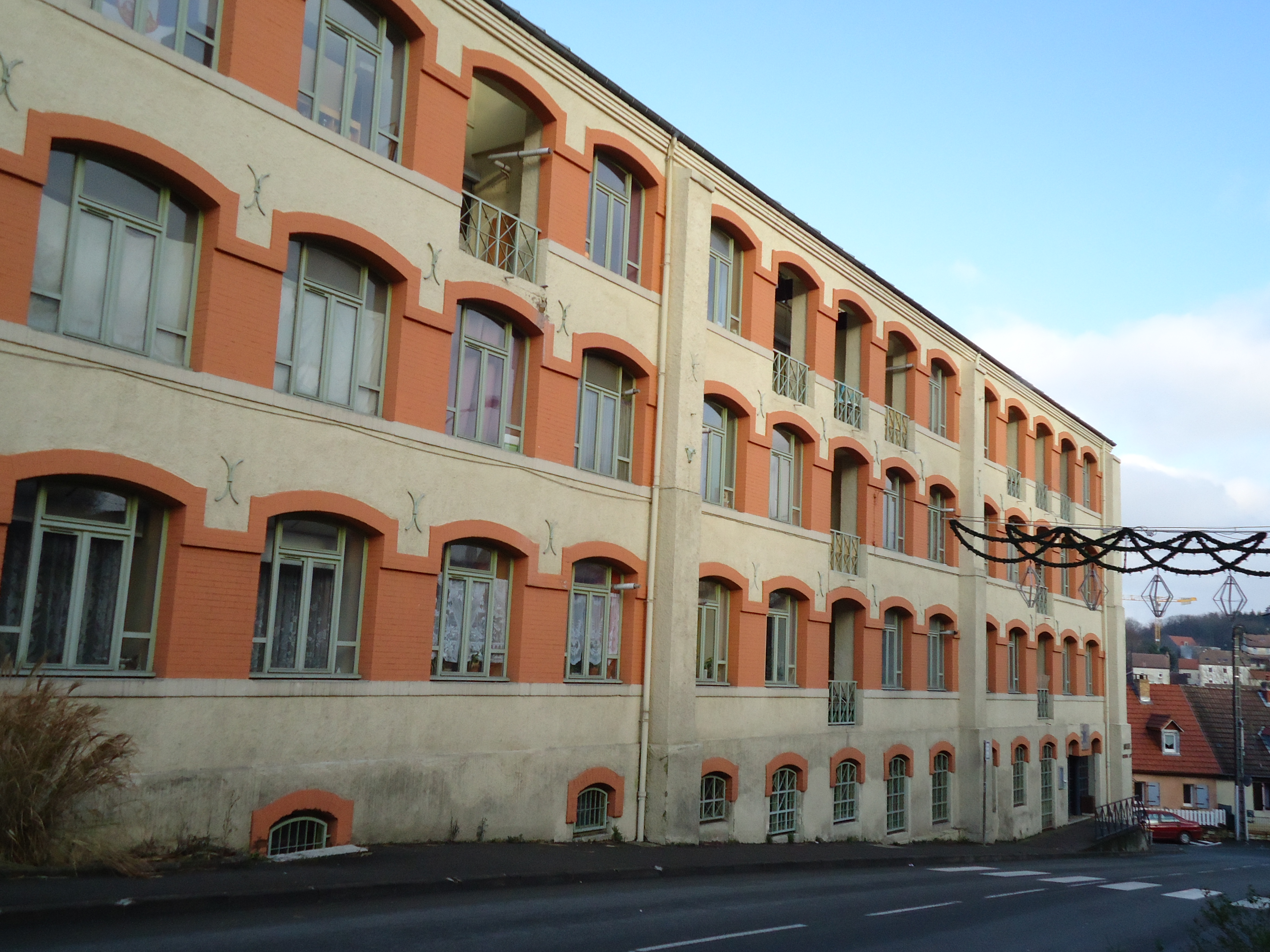
La Pendulerie, de nos jours, prise dans le sens inverse en 2012.

Succédant à un petit atelier d'horlogerie établi dès 1773, la fabrique d'ébauches de montres est construite en 1776-1777 pour le compte de Frédéric Japy. Elle permet la production en série des ébauches de montres à une époque où toutes les opérations de fabrication se font manuellement. Frédéric Japy s'associe au mécanicien  Jean-Jacques Jeanneret Gris pour la conception de machines-outils et fait édifier sa fabrique, appelée « la Pendulerie », par le maçon local Pierre Brand. Ce premier bâtiment comprend un corps central, renfermant des ateliers sur quatre niveaux, et deux ailes abritant cuisines, salles à manger et logements ouvriers. La force motrice était vraisemblablement produite par un manège à chevaux. La production mensuelle atteint  en 1803. À la fin du XVIIIe siècle, la fabrique est agrandie d'un atelier, adossé à l'aile est, et destiné à la fabrication des ébauches de montres Lépine. Il est converti en 1806 en magasin industriel, au moment où Frédéric Japy diversifie sa production et fabrique des articles de serrurerie, quincaillerie et visserie-boulonnerie. L'usine est incendiée par les autrichiens en juillet 1815, et reconstruite en 1816. Elle est prolongée vers l'est d'un nouvel atelier de fabrication vers 1892, à l'image de l'usine des Fonteneilles.
La Pendulerie est réaménagée et modernisée en 1947 et abrite de nouveaux ateliers d'horlogerie produisant des mouvements de réveil et de pendule (50 000 à 60 000 en 1949). L'éclatement des Établissements Japy Frères en 1955 donne naissance à quatre sociétés indépendantes, mais entraîne l'abandon du département horlogerie, qui est cédé à la société Jaz de Wintzenheim (Haut-Rhin). À la suite de la fermeture de l'usine vers 1959, les bâtiments sont désaffectés puis détruits en 1978, à l'exception de l'extension de 1892. Acheté par la commune et réhabilité en 1984 par l'architecte Jean-Pierre Varin, ce bâtiment abrite à l'étage de soubassement le musée Frédéric Japy (ouvert en 1986), tandis que les trois niveaux supérieurs accueillent des logements HLM. Une clé d'arcade portant la date 1816 a été réinsérée dans les maçonneries, à l'emplacement de l'atelier reconstruit au début du XIXe siècle.

## Famille Japy

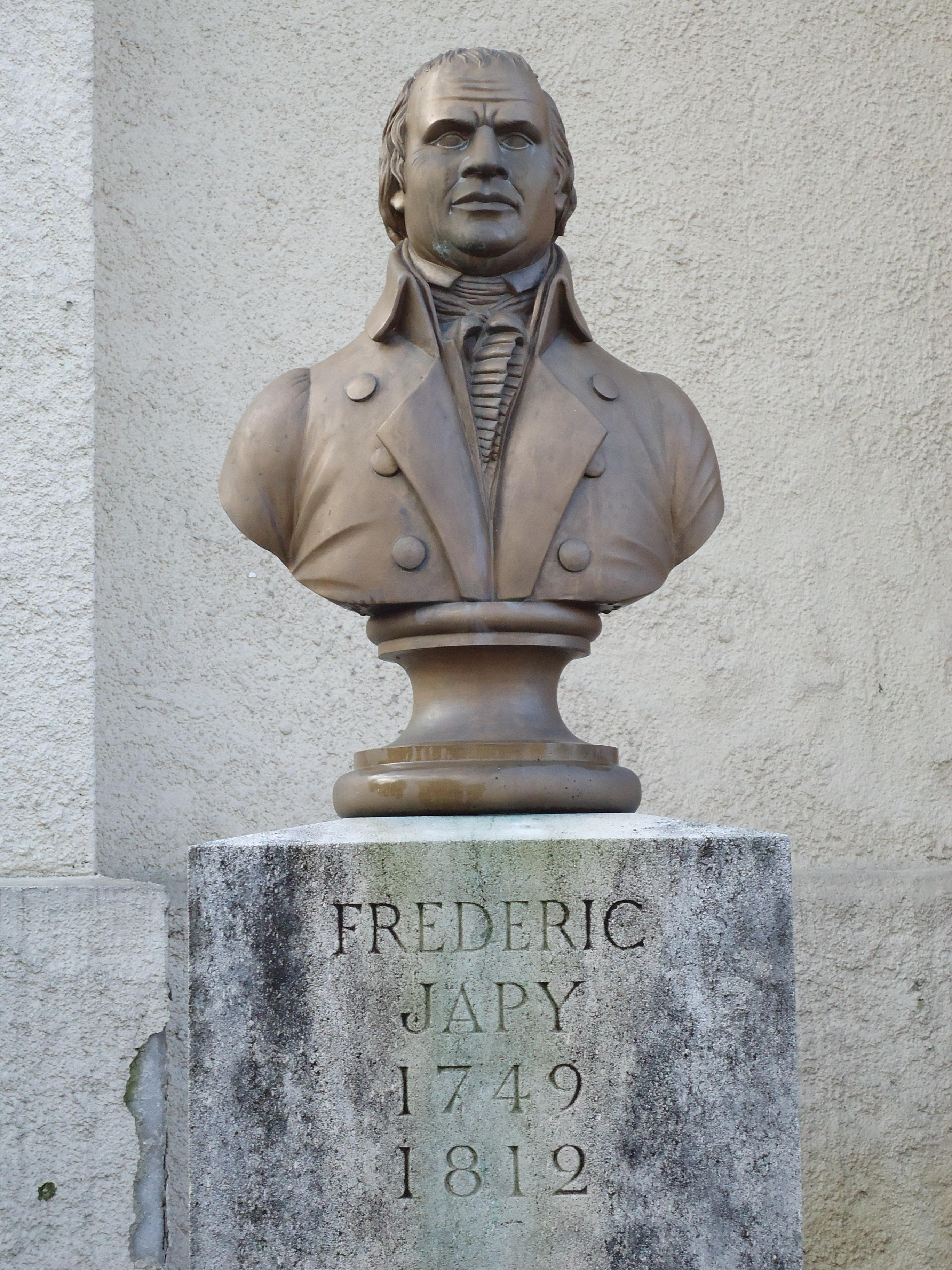
Buste de Frédéric Japy juste à côté du Musée

La famille Japy est une dynastie industrielle française originaire de Beaucourt dans le Territoire de Belfort. Elle possédait la deuxième entreprise française durant le Second Empire. Ses membres influents ont marqué le paysage industriel français par l'apport de nombreuses innovations dans le domaine technique mais aussi dans l'organisation du travail et la vie sociale ouvrière au XIXe siècle.

### Une dynastie industrielle
Tout est parti d’un petit atelier fondé en 1777 par Frédéric Japy, où celui-ci renouvelle et mécanise le procédé traditionnel de l'établissage pratiqué dans le Jura par la profession horlogère. Du mouvement de montres, Japy est passé aux pendules et s’est diversifié dans l’outillage, moteurs, pièces de bicyclette, luminaires, meubles de jardin, pompes, moulins à café, machines à écrire, etc. Les années 1880 ont marqué l’âge d’or de Japy. Près de 5 000 ouvriers travaillent dans les usines Japy de la région. La famille s’est fait construire treize châteaux sur Beaucourt et Dasles, quatre ont disparu.
En 1921, une partie du capital échappe à la famille par l’émission d’obligations dans le public. De 1930 à 1935, une crise grave sévit dans toute la France, le chômage s’étend, les affaires deviennent difficiles, la fabrication et la vente sont en régression. Le conseil d’administration décide la réorganisation complète de tous les services, l’usine de Badevel est abandonnée en 1933, la fabrication d’horlogerie est centralisée à Beaucourt. La société Japy réussit le lancement de machines à écrire en Europe au début du XXe siècle mais perd sa prédominance sur l’innovation industrielle. L'entreprise Japy, bien que largement diversifiée, est progressivement démantelée avec la cession de différentes branches de la marque. Des conflits d'intérêts et de personnes entre la famille Japy et les associés aboutissent à l'éclatement de l’entreprise en quatre sociétés autonomes. L'incapacité à s’adapter au contexte économique et à moderniser les structures accélèrent le déclin. En 1979, la dernière société Japy est mise en liquidation.